# Virginia Gardner
Virginia Elizabeth Gardner, född den 18 april 1995 i Sacramento, Kalifornien, är en amerikansk skådespelare.
Gardner har bland annat medverkat i TV-serien Runaways 2017–2019 och i filmerna Som stjärnor i natten från 2020 och Fall från 2022. I Beautiful Disaster från 2023 spelar hon huvudkaraktären Abby, en roll som hon återupprepar i uppföljaren Beautiful Wedding från 2024.

## Filmografi (i urval)
- 2017–2019: Runaways
- 2020: Som stjärnor i natten
- 2023: Beautiful Disaster
- 2023: See You on Venus
- 2024: Beautiful Wedding